# Little Fictions
Little Fictions je sedmé studiové album anglické skupiny Elbow. Vydáno bylo dne 3. února 2017 společnostmi Polydor Records a Concord Records. Producentem desky byl klávesista skupiny Craig Potter. Jde o vůbec první desku kapely, na níž se nepodílel bubeník Richard Jupp. Na této desce jej nahradil Alex Reeves. V britské hitparádě se album umístilo na první příčce. V americké Billboard 200 na 172.

## Seznam skladeb
1. „Magnificent (She Says)“ – 4:24
2. „Gentle Storm“ – 3:39
3. „Trust the Sun“ – 5:55
4. „All Disco“ – 4:27
5. „Head for Supplies“ – 3:56
6. „Firebrand & Angel“ – 5:25
7. „K2“ – 5:18
8. „Montparnasse“ – 2:40
9. „Little Fictions“ – 8:26
10. „Kindling“ – 4:15